# هورندین
هورندین (به انگلیسی: Horndean) یک روستا و محله مدنی در بریتانیا است که در ایست همپشر واقع شده‌است. هورندین ۱۲٬۶۳۹ نفر جمعیت دارد.

## خواهرخوانده
شهر اوبرژانویل خواهرخواندهٔ هورندین هست.